# 宋品瑩
宋品瑩（1991年12月25日—）為臺灣女性政治人物、英文教師、YouTuber，暱稱Cindy老師，曾任職於新竹曙光女中。自2014年起經營YouTube英語教學頻道「Cindy Sung」以及臉書粉專「和Cindy學英文」。2022年2月宣布參選新竹市議員，隨後應高虹安之邀加入民眾黨。同年11月26日，在新竹市第一選區以5,743票當選第11屆新竹市議員。

## 早年生活
宋品瑩生於臺北，就讀臺北中山女高、國立臺灣師範大學英語系。大學畢業前，曾在補習班授課，教導學生備考多益及托福寫作。後於臺北市萬芳高中任教。2018年起於新竹曙光女中任教，期間與同事共同經營「主科老師」YouTube頻道。2020年考取師大翻譯所榜首。

## Youtuber
2014年起回應朋友詢問而錄製托福寫作課程，上傳在自己的YouTube「Cindy Sung」頻道，開始在課餘時間經營YouTube。2015年2月，開設「和Cindy學英文」facebook粉絲專頁，在寒假錄製且日更「20天學會多益單字(基礎課程)」系列。
2019年2月，Cindy與數學老師Bonnie、國文老師Ally 組成女子youtuber團體「哪有這麼正的主科老師」，分享唸書方法、指考學測解題、校園人際的煩惱、高中生談戀愛好不好？並且定期回答觀眾來信。 同年底，三位老師各奔前程，主科老師頻道轉型為Bonnie的數學頻道。2019年6月，Cindy開始於個人頻道出片「多益測驗關鍵字彙書」系列，共41集。2020年2月至2023年3月，每週日上片「晨讀英文」系列，共120集。2020年3月30日，訂閱人數達10萬。2022年5月9日，達20萬訂閱。

## 政治生涯

### 第11屆新竹市議員

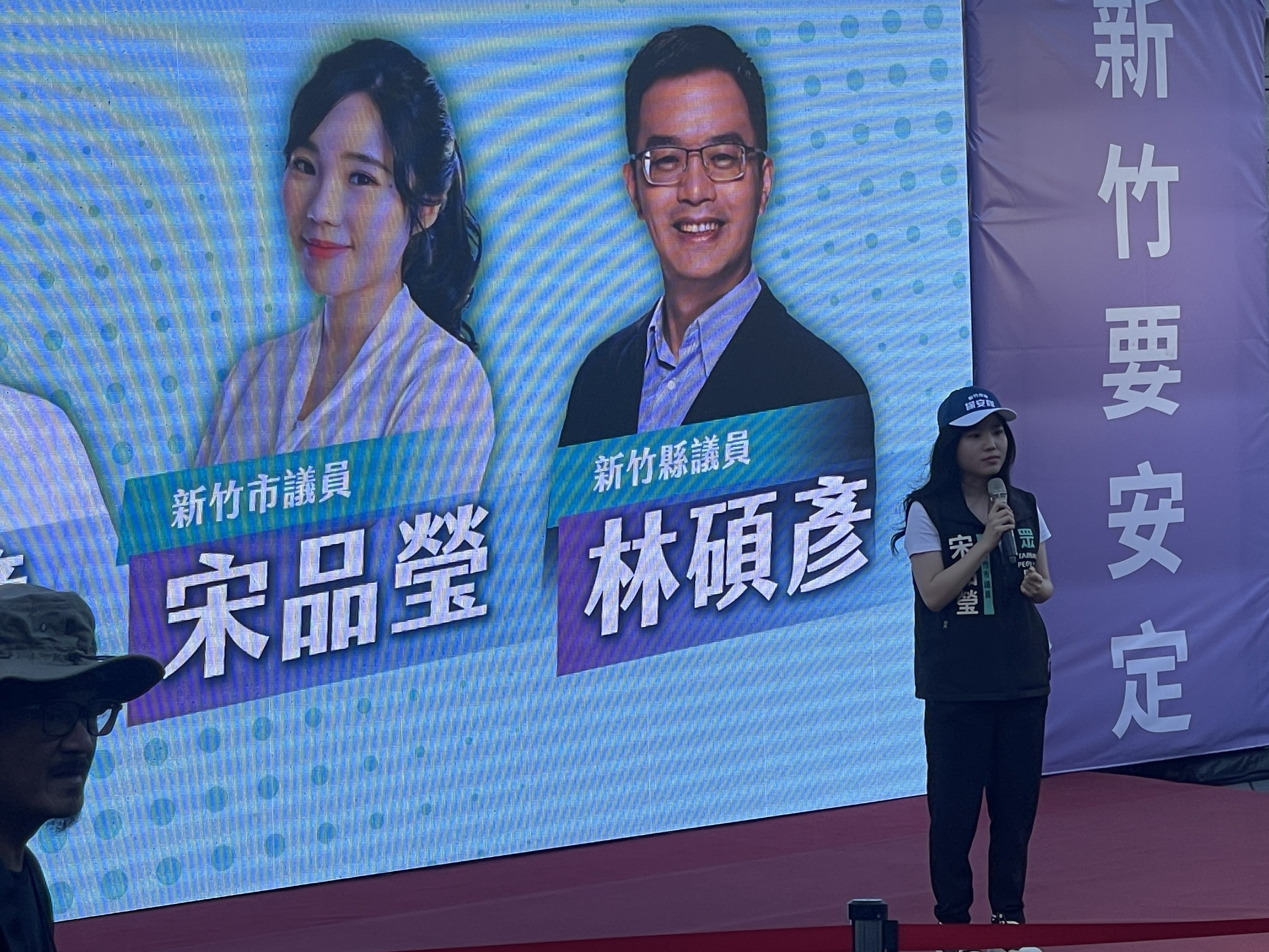
2025年6月15日，「安定新竹罷免投不」宋品瑩議員上台演講。

2022年2月，宋品瑩宣布獨立參選新竹市議員，提出加強雙語教育、居住正義、改善交通等政見。民眾黨新竹市黨部主委高虹安獲悉後主動聯繫，宋品瑩考慮一週後，決定加入民眾黨並參與海選，三月底列第四波提名。選舉期間未設總部，與黨候選人聯合競選。多次共同召開記者會，呼籲加速施打兒童疫苗、興建關埔空橋，關注新竹棒球場缺失、學校容量不足、學童難就近入學等市政議題。初試啼聲，以5,743票第三高票當選，成為台灣民眾黨首批當選的縣市議員。
| 號次 | 候選人 | 性別 | 政黨       | 得票數 | 得票率 | 當選標記 |
| ---- | ------ | ---- | ---------- | ------ | ------ | -------- |
| 9    | 宋品瑩 | 女   | 臺灣民眾黨 | 5,743  | 7.69%  |          |

宋品瑩就任議員後，進入教育委員會，任共同召集人。2023年1月17日，議會重新成立「新竹市立棒球場設施改善監督小組」，宋品瑩獲李國璋推派為監督小組成員。同日提案，建請新竹市府研修「新竹市國民中小學班級總量限制學校新生分發及學生轉入要點」。新竹市府修正之，並於2024年1月生效。
2023年3月提案調降都更同意門檻。另案建請新竹市政府規劃孟竹國宅公辦都更。

## 外部連結
- 宋品瑩 新竹市議員的Facebook專頁
- YouTube上的Cindy Sung頻道
- 和Cindy學英文的Facebook專頁
- 宋品瑩的Instagram帳戶